# دهستان گوشینگ
دهستان گوشینگ (به لاتین: Goshing Gewog) یک دهستان در کشور بوتان است که در ناحیهٔ ژهمگانگ واقع شده‌است.